# Asplenium achilleifolium
Asplenium achilleifolium là một loài thực vật có mạch trong họ Aspleniaceae. Loài này được (M. Martens & Galeotti) Liebm. miêu tả khoa học đầu tiên năm 1849.